# Lonchomyrmex nigritus
Lonchomyrmex nigritus är en myrart som beskrevs av Assmann 1870. Lonchomyrmex nigritus ingår i släktet Lonchomyrmex och familjen myror. Inga underarter finns listade i Catalogue of Life.